# Au temps des Pharaons
Pour plus de détails, voir Fiche technique et Distribution.
Au temps des Pharaons est un film muet français réalisé par Gaston Velle et sorti en 1910.

## Fiche technique
- Titre : Au temps des Pharaons
- Réalisation : Gaston Velle
- Société de production :
- Société de distribution : Pathé Consortium Cinéma
- Pays de production : France
- Format : Muet - Noir et blanc - 1,33:1 - 35 mm
- Métrage : 225 m
- Genre : Péplum
- Date de sortie : 
  - France : 23 décembre 1910

Sources : Fond. JérômeSeydoux et IMDb

## Distribution
- Le mime Jean Jacquinet : Ramsès
- Stacia Napierkowska : Elissa
- Georges Wague : Gurzyl